# Marc Moreno
Pour les articles homonymes, voir Moreno.
 (octobre 2018).
Si vous disposez d'ouvrages ou d'articles de référence ou si vous connaissez des sites web de qualité traitant du thème abordé ici, merci de compléter l'article en donnant les références utiles à sa vérifiabilité et en les liant à la section « Notes et références ».
Marc Moreno est un dessinateur et coloriste de bandes dessinées, né à Toulon le 15 mars 1968.

## Biographie
Il collabore avec Éric Corbeyran sur Le Régulateur à partir de 2002.

## Publications
- Le Régulateur, éditions Delcourt - Neopolis
  1. Ambrosia - scénario d'Éric Corbeyran, dessins et couleurs de Marc Moreno, 2002[1]
  2. Hestia - scénario d'Éric Corbeyran, dessins de Marc Moreno et Éric Moreno (Infographie 3D), couleurs de Marc Moreno, 2004
  3. Ophidia - scénario d'Éric Corbeyran, dessins de Marc Moreno et Éric Moreno (Infographie 3D), couleurs de Marc Moreno, 2006
  4. 666 I.A. - scénario d'Éric Corbeyran, dessins de Marc Moreno et Éric Moreno (Infographie 3D), couleurs de Marc Moreno, 2009
  5. Cordélia - scénario d'Éric Corbeyran, dessins de Marc Moreno et Éric Moreno (Infographie 3D), couleurs de Marc Moreno, 2012
- Petite Louve, éditions Delcourt - Jeunesse
  - Tome 1 : Petite Louve - scénario de Bénédicte Gourdon, dessins de Marc Moreno et Éric Moreno (Infographie 3D), couleurs de Marc Moreno, 2004
  - Tome 2 : Alvin - scénario de Bénédicte Gourdon, dessins de Marc Moreno et Éric Moreno (Infographie 3D), couleurs de Marc Moreno, 2005
- Loup, dessinateur Marc Moreno, scénario d'Amélie Sarn, éditions Les Enfants Rouges - Isturiales, 2007[2]
- Dans les cordes, dessins de Marc Moreno, scénario de Joseph Incardona, éditions Les Enfants Rouges - Isturiales, 2008
- Dragon Eternity, éditions 12 bis
  1. De profundis, scénario de Marc Moreno et Amélie Sarn, dessins de Jérémy Gens, 2011